# Nanothinophilus dolichurus
Nanothinophilus dolichurus är en tvåvingeart som beskrevs av Patrick Grootaert och Henk J.G. Meuffels 1998. Nanothinophilus dolichurus ingår i släktet Nanothinophilus och familjen styltflugor. Inga underarter finns listade i Catalogue of Life.